# フラワータウン
フラワータウンは、兵庫県三田市にあるニュータウンの一つ。

## 概要
兵庫県が雑木林などからなる丘陵地を開発し、1973年工事起工、1981年に一部地区の入居が開始され、翌1982年に街開きした。神戸三田国際公園都市の南部・北摂三田ニュータウンのうち、最も早く開発が進められた地域で、三田の中心市街地より標高が高いのが特徴。
「富士が丘」・「狭間（はさま）が丘」・「弥生が丘」・「武庫が丘」の4つのエリアからなり、神戸電鉄公園都市線のフラワータウン駅を中心に商業施設を初めとする主要な施設が整備されている。同駅は1991年に三田線の横山駅から分岐する形で開業し、JR宝塚線の三田駅へは約7分で結ばれている。
駅前にはイオンを初めとする各種専門店が出店している『フローラ88ショッピングセンター』が1988年に開業し、住民の生活を支えている。核テナントがダイエーとして開業した当時は周辺にこのような大規模な商業施設がなく、宝塚市や川西市など遠方からも買い物客が押し寄せ、特に週末は買い物客でごったがえすほどの人気店で、売上でも常に上位にあったとされる。現在は付近に競合する店舗が増えており、かつてほどの盛況は見受けられなくなった。同時期に、近隣の深田公園（現在の人と自然の博物館周辺）において『ホロンピア'88・21世紀公園都市博覧会』も4月17日から8月31日まで開催されていた。
駅付近にはいくつもの団地や高層マンション、その周辺には戸建住宅が整然と建ち並び、公園や緑化されている道路の路側帯などと相まって、緑の多い街風景が広がっている。
タウン内にある全ての橋には、街の名の由来でもある花の名が冠されている（例 - ローズ橋、さくら橋、コスモス橋、菖蒲橋）。橋は歩行者専用のものが多く、車道との分離が行き届いている。
タウン内には神姫バスが三田駅から乗り入れており、フラワータウン駅に隣接して「フラワータウンセンター」バスターミナルが設けられている。タウン内や三田駅方面に向かう路線の他に、三宮・神戸空港への長距離路線である特急三ノ宮線、大阪・新大阪への長距離路線である新大阪三田線、渋谷・新宿への夜行バスであるプリンセスロード号も発着しており、通勤やレジャー目的の利用客に重宝されている。

## 主な施設

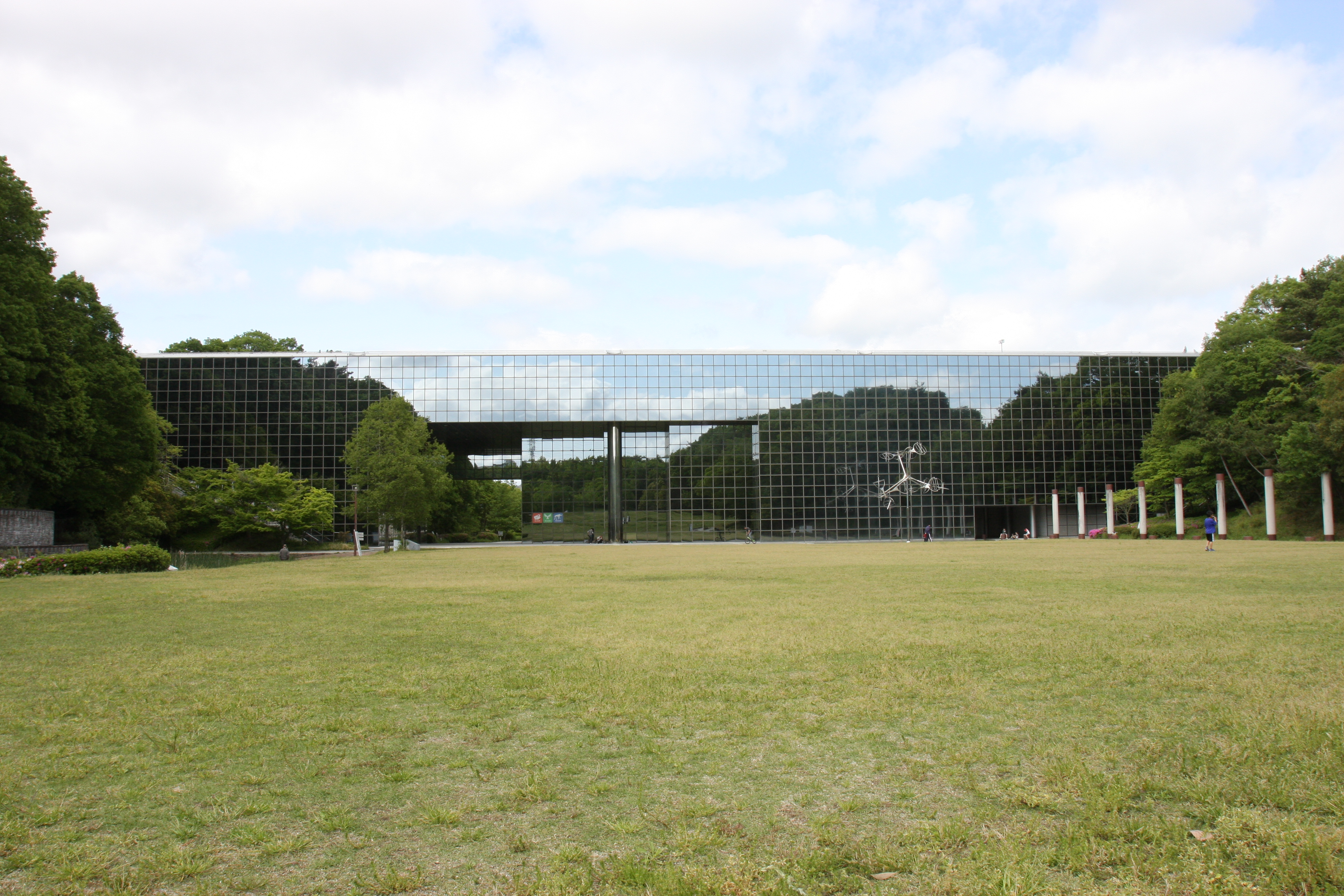
兵庫県立人と自然の博物館と深田公園

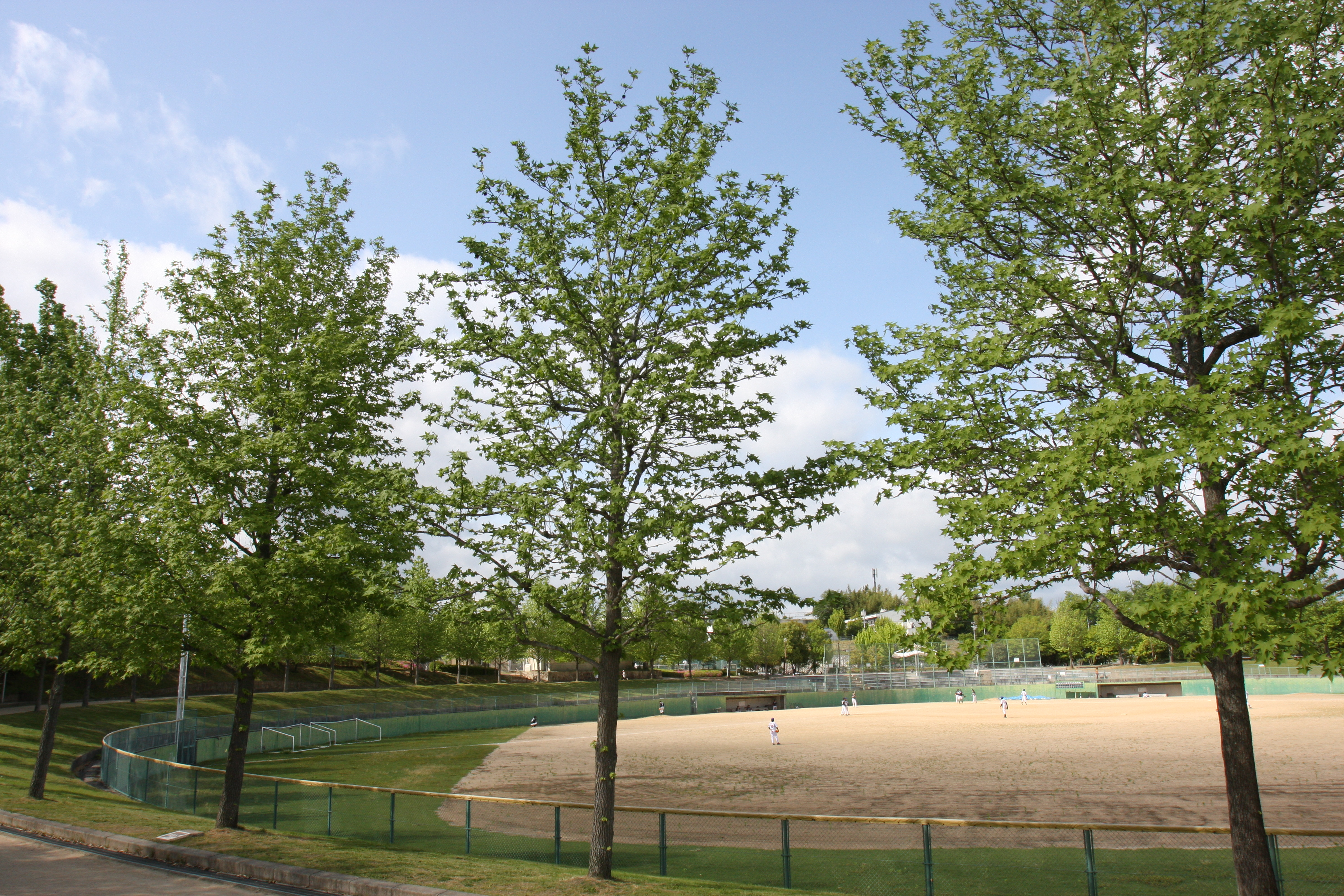
三田谷公園　野球場

### 商業施設
- フローラ88ショッピングセンター（イオン三田店 ほか）
- スーパーマーケット NISHIYAMA
- コープこうべ
- ローソン
- 西松屋
- アルカドラッグ
- ウエルシア
- 三田屋本店 やすらぎの郷

### 公園
- 三田谷公園
- 深田総合公園
- 小屋ヶ谷公園
- 車池公園

### ホテル・旅館
- 三田サミットホテル

### 学校
- 小学校
  - 三田市立挟間小学校
  - 三田市立弥生小学校
  - 三田市立武庫小学校
  - 三田市立富士小学校
- 中学校
  - 三田市立狭間中学校
  - 三田市立富士中学校
- 高等学校
  - 兵庫県立北摂三田高等学校

### その他
- 兵庫県立人と自然の博物館

　国内の公立博物館としては最大級。
- フラワータウン市民センター
- 三田フラワータウン駅前郵便局
- 三田弥生が丘郵便局
- 武庫川

## 道路
三田幹線がタウン内の大動脈である。三田の中心街や中国自動車道の神戸三田インターチェンジ、隣接するウッディタウンなどへのアクセスを担う。
- 神戸三田インターチェンジ（中国自動車道・隣接する神戸市に所在）
- 兵庫県道720号テクノパーク三田線（三田幹線）
- 兵庫県道356号上荒川三田線
- 兵庫県道95号灘三田線
- 兵庫県道17号西脇三田線

## 公共交通機関

### 鉄道
- 神戸電鉄公園都市線 フラワータウン駅

### バス
- 神姫バス
  - 1系統 三田駅 - 中央公民館 - 狭間が丘3 - フラワータウンセンター - 富士が丘5 - 富士が丘6・弥生が丘5
  - 2系統 三田駅 - 中央公民館 - 武庫が丘6 - フラワータウンセンター - 弥生が丘5 - 富士が丘6
  - 3系統 三田駅 - 狭間が丘3 - フラワータウンセンター - 富士が丘6 - 新三田駅
  - 3-2系統 三田駅 - 武庫が丘6 - フラワータウンセンター - 弥生が丘5 - 新三田駅
  - 18系統 三田駅 - 市立図書館前 - フラワータウンセンター - みなぎ台
  - 70系統 三田駅 - 市立図書館前 - フラワータウンセンター - 関西学院キャンパス
  - 特急バス 学園7丁目、三宮、神戸空港、三田駅方面
  - 高速バス 新大阪三田線  新大阪駅、大阪(ハービスOSAKA)、千里ニュータウン、ウッディタウン、ゆりのき台、関西学院大学方面
  - 夜間高速バス 渋谷、新宿方面